# 84 (cantant)
84   (Svobodni, 26 de setembre de 2002) nom artístic de Dmitriy Zaurievich Malakmadze és un músic, raper.

## Biografia
Dmitriy va néixer el 26 de setembre de 2002 en Svobodny, Óblast de Amur. En 2022 va guanyar popularitat amb el senzill de TikTok "Head is Around", l'extracte va volar immediatament a Shazam.
El músic no vol parlar de la seva vida personal i fer entrevistes. El 2023 l'artista ja va llançar diversos llançaments que van arribar a les llistes d'èxits a Rússia i la CEI.
Al març de 2022 va llançar el senzill musical "Кругом голова", que va estar en el TOP-100 de llançaments de la CEI segons Vkontakte. Al març del mateix any, es va llançar un llançament conjunt "Topat" amb el cantant Nebezao. El maig del 2022 va llançar el senzill Choco Plan amb el raper LOOKBUFFALO. Escort va ser llançat el 30 de maig de 2022.

## Discografia

### Individual
- Кругом голова (2022)
- Кругом голова (Remix) (2022)
- Топать (2022)
- Pla Va xocar (2022)
- Эскорт (2022)
- Нюдсы (2022)
- Газировка (2022)
- Чисто папа (2022)
- Marvello (2022)
- Классная (2022)
- Ballantines (2022)
- Узумаки (2022)
- Моя половина (2023)
- Голая (2023)